# Bismarck Bulls
Die Bismarck Bulls waren eine US-amerikanische Eishockeymannschaft aus Bismarck, North Dakota. Das Team spielte in der Saison 1992/93 in der American Hockey Association.

## Geschichte
Die Mannschaft wurde 1992 als Franchise der erstmals ausgetragenen American Hockey Association gegründet. In ihrer einzigen Spielzeit belegten die Bulls den fünften und somit letzten Platz der AHA nach 35 absolvierten Spielen. Die Saison wurde aufgrund finanzieller Probleme von der Leitung der Liga vorzeitig beendet und die Liga aufgelöst. Ein Meistertitel wurde nicht vergeben. Die Bulls waren die bislang einzige professionelle Eishockeymannschaft in der Hauptstadt von North Dakota.